# Strategia gołych kawalerów
Strategia gołych kawalerów (The Beaux’ Strategem) – sztuka teatralna autorstwa George’a Farquhara, wystawiona po raz pierwszy 8 marca 1707 w Londynie. Jest ostatnim utworem opublikowanym przez tego dramaturga przed śmiercią. Pisząc ją był już ciężko chory, do czego nawiązuje zresztą we wstępie do wydania książkowego, przepraszając czytelników za spowodowane jego niedyspozycją niedociągnięcia. Pod względem tematyki jest to farsa z elementami romantycznymi.

## Opis fabuły
Miejscem akcji jest prowincjonalne miasteczko Lichfield w hrabstwie Staffordshire. Głównymi bohaterami są dwaj młodzieńcy z Londynu: pan Aimwell i pan Archer. Prowadzili hulaszcze życie i stracili pieniądze popadając w długi. Uciekają przed wierzycielami, byle być dalej od stolicy. Udają bogatego arystokratę i jego służącego. Liczą, że uda im się doprowadzić do ożenku jednego z nich z bogatą wdową lub rozwódką, a następnie podzielić się uzyskanym tak kapitałem.